# Lyskamm Occidentale
Lyskamm Occidentale är en bergstopp på gränsen mellan Italien och Schweiz. Toppen på Lyskamm Occidentale är 4 479 meter över havet.
Den högsta punkten i närheten är Lyskamm Orientale, 4 527 meter över havet, öster om Lyskamm Occidentale.
Trakten runt Lyskamm Occidentale består i huvudsak av kala bergstoppar och isformationer.